# Béziers Cap d’Agde repülőtér
A Béziers Cap d'Agde repülőtér (IATA: BZR, ICAO: LFMU) egy nemzetközi repülőtér Franciaországban, Béziers közelében. Éves utasforgalma 219 762 fő (2022).

## Kifutók
A repülőtér futópályái:
- 10/28 (2000 m, 45 m, aszfalt)

## Légitársaságok és úticélok
| Légitársaság | Célállomások                                                                                         |
| ------------ | --- |
| Ryanair      | Beauvais, Charleroi, London–Luton Szezonális: Bristol, Edinburgh, London–Stansted, Manchester, Weeze |

## Forgalom
Az utasforgalom az elmúlt években az alábbi módon változott:
| Utasok száma | 75 777 | 68 862 | 67 797 | 46 440 | 86 816 | 194 032 | 243 980 | 233 252 | 267 565 | 219 762 |
|              | 1997   | 2000   | 2002   | 2006   | 2009   | 2011    | 2014    | 2017    | 2019    | 2022    |